# Матвеев, Владимир Гаврилович
Владимир Гаврилович Матвеев (14 декабря 1939, с. Любча Ханкайский район, Приморский край, РСФСР — 10 апреля 2017, Благовещенск, Амурская область, Российская Федерация) — театральный актёр и режиссёр. Народный артист Российской Федерации (1994).

## Биография
Ещё в школьном возрасте увлекался танцами, играл в школьных спектаклях. До призыва в Советскую армию работал киномехаником.
Затем окончил режиссёрское отделение Уссурийского культпросветучилища.
В 1970 г. окончил факультет театрального искусства Дальневосточного педагогического института искусств, проходил обучение под руководством С. З. Гришко), ученика известных педагогов знаменитой харьковской школы И. Марьяненко и Леся Курбаса. Получил специальность «Актёр театра и кино».
С 1970 года работал в Комсомольском-на-Амуре театре драмы. С 1978 г. выступал на сцене Амурского театра драмы. Сыграл более 200 ролей в спектаклях классического репертуара и современной драматургии.
Неоднократно снимался в кино, в том числе – в КНР.

## Избранные театральные роли
- Алексей Орлов («Царская охота» Л. Г. Зорина)
- Альфред Дулиттл («Пигмалион» Б. Шоу)
- Билл («Вождь краснокожих» О'Генри)
- Болингброк («Стакан воды» Э. Скриба)
- Восмибратов («Лес» А. Н. Островского)
- Вукол Ермолаевич Бессудный («На бойком месте» А. Н. Островского)
- Герман («Таня» А. Н. Арбузова)
- Городничий, Хлестаков («Ревизор» Н. В. Гоголя)
- Давыдов, Нагульнов («Поднятая целина» М. А. Шолохова, П. Демина)
- Даниэль («Ловушка» Р. Тома)
- Директор («Деревья умирают стоя» А. Касоны)
- Засыпкин («На золотом дне» Д. Н. Мамина-Сибиряка)
- Игорь («Пока она умирала» Н. Птушкиной)
- Король Лир («Король Лир» Шекспира)
- Король Иоанн (Джон) («Король Джон» Шекспира)
- Курносый («Энергичные люди» В. М. Шукшина)
- Лабеллюк («Генералы в юбках» Ж. Ануя)
- Лу Гуй («Тайфун» Цао Юй)
- Мельник («Русалка» А. С. Пушкина)
- Петруччо («Укрощение строптивой» Шекспира)
- Понтий Пилат («Сочельник» Ю. Эдлиса)
- Портос («Три мушкетера» по А. Дюма)
- Самохвалов («Сослуживцы» Э. Брагинского, Э. Рязанова)
- Николай Михайлович («Три невесты одинокого романтика» по пьесе А. Галина «Ретро»)
- Тевье («Поминальная молитва» Г. Горина по Шолом-Алейхему)
- Ферекис («Требуется лжец» Д. Псафаса)
- Гаев («Вишнёвый сад» А. П. Чехова)
- Владыка Иннокентий («Река любви» Н. Дьяковой)
- Яичница («Женитьба» Н. Гоголя)
- Портупей («Зойкина квартира» М. Булгакова)

## Режиссёрские работы
- Вечер русского водевиля: В. Сологуб «Беда от нежного сердца», И. Григорьев «Дочь русского актёра»
- В. Дыховичный, М. Слободской «Женский монастырь»
- Б. Шоу «Пигмалион»
- А. Дюма «Три мушкетёра»
- Программа, посвящённая А. С. Пушкину
- Программа «Храни меня, мой талисман…»
- Н. Птушкина «Пока она умирала»
- Л. Разумовская «Бесприданник»
- В. Зимин «Фу!»
- Н. Дьякова «Река любви»
- С. Георгиев «Школа начинающего волка»
- В. Новацкий, Р. Сеф «Емелино счастье»
- К. Чуковский «Доктор Айболит»
- А. Пушкин «Сказка о царе Салтане»
- В. Арро «Синее небо, а в нём облака»
- А.Чехов «Лебединая песня» («Калхас»)
- А. Иванов «Жениха вызывали?»
- Аристофан «Женский монастырь»

Работал с режиссёрами Е. Н. Беловым, М. В. Богатырёвой, Н. А. Мокиным, Э. С. Симоняном, Г. С. Соколовым, Л. Е. Хейфецом.

## Награды и звания
- Орден Почёта (2000)
- Народный артист Российской Федерации (1994)
- Заслуженный артист РСФСР (1983)
- лауреат театрального фестиваля «Благая весть» (Благовещенск, 2000)
- Премия губернатора Амурской области в области литературы и искусства за 2004 год.